# Лембах, Шарлотта
Шарлотта Лембах (фр. Charlotte Lembach, род. 1 апреля 1988 года, Страсбург, Франция) — французская фехтовальщица на саблях. Чемпионка мира в командном первенстве, шестикратный призёр чемпионатов Европы.

## Биография
Шарлотта родилась в Страсбурге в 1988 году. Французская фехтовальщица могла дебютировать на взрослых соревнованиях на чемпионате Европы 2009 года, но Шарлотта снялась c соревнований из-за травмы. Она начала выступать за сборную в 2012 году, когда была заявлена на чемпионат мира, однако на Олимпийские игры француженка не была заявлена.
Первой медалью Шарлотты на крупных соревнованиях стало серебро в командном первенстве домашнего чемпионата Европы 2014 года, затем на двух последующих европейских чемпионатах (2015 и 2016) она со своей командой становилась второй.
На чемпионате мира в Казани в 2014 году она завоевала медаль в командной сабле.
Шарлотта также добивалась хороших результатов в личных соревнованиях: в 2015 году француженка стала вице-чемпионкой Европы, а через год выиграла бронзу на европейском чемпионате.
В 2017 году француженка стала третьей в командном первенстве на чемпионате Европы, а затем Манон завоевала бронзовую медаль на мировом первенстве в том же виде программы. Через год Шарлотта стала во второй раз подряд бронзовым призёром в командной сабле на континентальном первенстве.

## Лучшие результаты

### Чемпионаты мира
- Золото — чемпионат мира 2018 года (Уси, Китай) (команды)
- Серебро — чемпионат мира 2014 года (Казань, Россия) (команды)
- Серебро — чемпионат мира 2019 года (Венгрия, Венгрия) (команды)
- Бронза — чемпионат мира 2017 года (Лейпциг, Германия) (команды)

### Чемпионаты Европы
- Серебро — чемпионат Европы 2014 года (Страсбург, Франция) (команды)
- Серебро — чемпионат Европы 2015 года (Монтрё, Швейцария)
- Серебро — чемпионат Европы 2015 года (Монтрё, Швейцария) (команды)
- Серебро — чемпионат Европы 2016 года (Торунь, Польша) (команды)
- Бронза — чемпионат Европы 2016 года (Торунь, Польша)
- Бронза — чемпионат Европы 2017 года (Тбилиси, Грузия) (команды)
- Бронза — чемпионат Европы 2018 года (Нови-Сад, Сербия) (команды)
- Бронза — чемпионат Европы 2019 года (Дюссельдорф, Германия) (команды)